# Rafał Szwed
Rafał Szwed (ur. 18 lipca 1973 w Sokołowie Podlaskim) – polski piłkarz grający na pozycji obrońcy, jednokrotny reprezentant Polski (mecz z Nową Zelandią 19 czerwca 1999 r.). Wychowanek Podlasia Sokołów Podlaski. W pierwszej lidze rozegrał 135 spotkań i strzelił 12 bramek. Latem 2010 roku zakończył karierę, by po roku ją wznowić. Od czerwca 2011 do czerwca 2012 był grającym trenerem Mrągowii Mrągowo. Na początku 2013 roku został grającym trenerem A-klasowej Fortuny Gągławki.
Grając w barwach Polonii Warszawa, w meczu z Górnikiem Łęczna zdobył bramkę nominowaną do piłkarskich Oscarów w 2004 roku.